# Jaime Guardia
Jaime Guillermo Guardia Neyra (Ayacucho, 10 de febrero de 1933 - 16 de julio de 2018) fue un charanguista, cantor, compositor e investigador musical peruano.

## Formación
Pese a que en su familia había músicos importantes, —contaba con tíos y primos guitarristas—, no recibió apoyo de sus padres para practicar la música durante su niñez, le decían que ese sueño no era real. Con todo, y después de probar tanto con la quena como con el charango, acaba recalando en Lima, con este último instrumento, en 1940.

## Trayectoria musical
Durante los años 50 formó la agrupación "La Lira Pausina" junto a Jacinto Pebe Pueyrredón y Luis Nakayama Acuña. Con esta agrupación grabó seis discos.
También realizó numerosas apariciones como solista, tanto en escenarios como  en programas de televisión.
Arrullado por los vientos y la música de la naturaleza que lo acunó, Jaime Guardia Neyra nació un 10 de febrero de 1933, en el distrito de Pausa, uno de los diez distritos que conforman la actual Provincia de Páucar del Sara Sara, ubicada en el departamento de Ayacucho.

## Colaboración con Arguedas
En los años 50 conoció a Arguedas, quien era jefe de la sección de folclore del Ministerio de Educación. El escritor le dedica su novela Todas las sangres (Buenos Aires: Losada, 1964):

A Jaime Guardia, de la villa de Pausa, en quien la música del Perú está encarnada cual fuego y llanto sin límites.

El entendimiento entre el músico y el escritor se estrechó. Arguedas nombró a Guardia, junto al doctor Josafat Roel Pineda, para que trabajen en el departamento de folklore.

## Colaboración con Manuelcha Prado
Cuando Manuelcha Prado llegó a Lima desde Puquio buscó al maestro Jaime Guardia en pampas, cerros y arenales para escuchar sus sabios consejos como artista popular. Manuelcha Prado recuerda: “Iba a buscarlo a los cerros, pampas y arenales donde tocaba, también en los coliseos. Siempre ha sido un guía para nosotros, los que veníamos atrás cultivando la música tradicional ayacuchana. Y siempre ha tenido paciencia y calidez con todos”. Un modesto Jaime Guardia afirma que no ha hecho nada, que solo enseña lo poco que sabe: “Yo nunca he negado en dar lo poquito que sé. Hay quienes me dicen que no enseñe, que no sea tonto y que no haga eso porque después ellos me van a desplazar; pero yo les digo que de lo que se trata es que la música tradicional siga viva en nuevas generaciones, y para eso estamos los viejos, para enseñarles”, enfatiza el consagrado charanguista.
Ambos estaban preocupados por la suerte que puede correr el tipo de música que ellos cultivan. “Yo creo que todo evoluciona —afirma Manuelcha Prado—, pero siempre debe mantenerse lo esencial de nuestra música tradicional, aquella que identifica a un pueblo como Puquio, Tucumán. Es decir, que permanezca aquella esencia con la que podemos reconocernos a nosotros mismos”. Jaime Guardia comenta que mucho de nuestra música andina ha sido convertido en artículo de la moda y el mercado. “Ahora supuestamente hay mucho más difusión para la música andina, pero para qué música. Eso ya no es folclore, no sé qué nombre se le puede dar. Eso es poner de moda y, como toda moda, tan solo con el interés de vender”, comenta, crítico, Jaime Guardia.
Manuelcha Prado recuerda una lección de oro que le dio Jaime Guardia: “Yo todavía era muchacho, pero ya había tocado en auditorios. Un día el maestro me invita a tocar en una fiesta patronal de Lima. Al ver que los micros y parlantes eran como de ropavejeros, le hago llegar mi queja a él. Don Jaime me dice: ‘no hagas caso, cierra los ojos y toca como sabes hacerlo’. Así aprendí a pisar en todo terreno, a llegar a todo el pueblo”.
En los últimos años se dedicaron a ofrecer conciertos juntos, Jaime Guardia en el charango y Manuelcha Prado en la guitarra. Siempre brindan lo que mejor saben hacer, entregar la música y el canto auténticos del Perú profundo.

## Obra
Creó varias piezas musicales para charango como:
- Golondrina Viajera(2008)
- Jardín abandonado(2008)

## Libros
- Jaime Guardia, charanguista (Lima: Instituto Nacional de Cultura, 1988).